# Nicholas Otaru
Nicholas Otaru (ur. 15 lipca 1986 w Turku) – fiński piłkarz występujący na pozycji pomocnika. Obecnie jest zawodnikiem Honki.

## Kariera klubowa
Otaru rozpoczął karierę w 1994 roku w FC Kasyisi. W 2001 trafił do FC Espoo, a w 2004 został włączony do pierwszej drużyny tego klubu. W 2006 roku przeszedł do Honki. W listopadzie 2012 podpisał roczny kontrakt z RoPS, z którym wygrał Puchar Finlandii w sezonie 2013. W listopadzie 2014 podpisał dwuletni kontrakt z Honką.

## Kariera reprezentacyjna
W 2009 roku został powołany do kadry Finlandii na Euro 2009 U-21.